# Mathilde Santing
Mathilde Santing (nascuda a Amstelveen el 24 d'octubre de 1958) és una cantant neerlandesa. Nascuda com a Mathilde Eleveld aviat va prendre el cognom Santing, com nom d'artista en prendre el cognom de sa mare.
La seva mare era mestressa i el pare era pilot d'avió, però la família tenia una gran cultura musical. Des de cinc anys va començar la seva formació a l'Escola de música d'Amstelveen. D'adolescent va cantar en la banda dels seus germans amb qui feia versions de la música pop anglosaxona de l'època. Solia cantar en anglès a bars, acompanyat d'un pianista.
El 1981 va obrir-se camí fora del circuit local en participar en el xou televisiu «Sonja op maandag» de la presentadora Sonja Barend, un xou molt popular en aquesta època als Països Baixos. El 1982 va sortir el seu primer àlbum Mathilde Santing amb versions de Rodgers & Hart, Haven Gillespie en Todd Rundgren. El 1993 va sortir l'àlbum Texas Girl & Pretty Boy amb cançons de Randy Newman. Entre molts altres èxits destaquen «Beautiful People» de Melanie i «Wunderful Life» de Black.
Va tenir relacions perdurables amb dones i homes i s'atorga la llibertat de compartir un tros de la seva vida amb qui li ve de gana, sense que li fa menester qualsevol etiqueta de categoria.

## Reconeixement
- 1986 Premi BV Popprijs de música pop[5]
- 1997 Gouden Harp[6]
- 2002 Premi Edison[7]
- 2007 Orde d'Orange-Nassau[8]